# Raifun Foho
Raifun Foho (deutsch Raifun Berg) ist eine osttimoresische Aldeia im Suco Raifun (Verwaltungsamt Maliana, Gemeinde Bobonaro). 2015 lebten in der Aldeia 170 Menschen.

## Geographie
Raifun Foho bildet den Osten des Ostgebietes des Sucos Raifun. Der Biabuil, ein Nebenfluss des Marobos bildet die Grenze zur Aldeia Nunutana im Nordwesten. Im Westen liegt der Suco Odomau und im Süden der Suco Oeleo. Von Norden bis Südosten ist der Suco Ritabou der Nachbar von Raifun. Im Osten erhebt sich der Matuloun (1030 m). An seinem Westhang befindet sich das Dorf Raifun Foho, das über eine Grundschule verfügt.

## Politik
2023 wurde Ramiro Bere Biti zum Chefe de Aldeia gewählt.